# یوری کنور
یوری کنور (آلمانی: Juri Knorr؛ زادهٔ ۹ مهٔ ۲۰۰۰) بازیکن هندبال اهل آلمان و عضو تیم ملی هندبال آلمان است.
از باشگاه‌هایی که در آن بازی کرده‌است می‌توان به باشگاه هندبال بارسلونا اشاره کرد.